# 網路勝利組
《網路勝利組》是一部由日本漫畫家黑曜燐創作的網路遊戲、恋爱題材日本漫畫作品，自2013年10月起開始連載，2015年時因作者身體不適而停刊，2017年改編為電視動畫，自2017年10月9日至12月11日東京都會電視台播出。
2018年7月1日，因作者身体恢复没有进展，Comico宣布本作正式完结。

## 故事簡介
辭掉工作成為尼特族的盛岡森子，因原本遊玩的線上遊戲停止營運，而後在新找到的線上遊戲「Fruits de Mer」中化身為玩家「林」，並遇見了化身為「莉莉」的玩家以前也曾游玩过原游戏的櫻井優太，故事從此展開。

## 登場人物
盛岡森子（聲：能登麻美子）
本作的女主角，三十歲的家裡蹲，因為在職場上有不好的遭遇而選擇離開，用了從高中畢業開始工作11年的錢當老本在家裡玩網路遊戲，在離開工作前是十分優秀的人。在離開工作後，打扮不修邊幅。
在遊戲中的角色是「林」（聲：鈴木崚汰）是男性騎士，被戲稱「殘念系帥哥」，在公會「@home party」裡因紫丁香謠傳，被認為是正在找工作的大學生。在公會隊伍裡擔任主坦。另一個遊戲「Nanter SG」的角色是由紀（聲：能登麻美子）。
在知道「莉莉」是優太後，和優太保持著特殊的關係。
櫻井優太（聲：櫻井孝宏）
本作的男主角，二十八歲，金髮碧眼的英國混血兒，在梅崎商事工作的精英。
在遊戲中的角色是「莉莉」（聲：上田麗奈）是女性法師。在公會「@home party」隊伍裡擔任支援。另一個遊戲「Nanter SG」的角色是哈斯（聲：櫻井孝宏）。
在知道「林」是森子後，和森子保持著特殊的關係。
小岩井誉（聲：前野智昭）
櫻井優太的同事兼前輩，三十二歲，曾經因工作而和盛岡森子通話過，並稱對方為「小盛森」，社交能力極高。原本不是網路遊戲玩家，在森子的帶領下接觸網路遊戲。在遊戲中的角色是「春海」（聲：前野智昭）是高大壯碩的女性。
藤本和臣（聲：寺島拓篤）
在便利商店邊打工邊找工作的大學生。在遊戲中的角色是「神戶」（聲：中村悠一）是盛森所屬的公會@home party的會長，職業是刺客。
紫丁香（聲：相坂優歌）
現實中是一名女子大學生。是公會@home party的成員之一，在遊戲中是有貓耳的咒術師，職業是魔法型咒術師。似乎对神户有好感。
高橋康明
一名通勤上班族。在遊戲中的角色是「波可太郎」（聲：寸石和弘），所屬於公會@home party，職業是法師。
高橋夏生
高橋康明的妻子，家庭主婦。在遊戲中的角色是「希美拉達」（聲：八木隆典），所屬於公會@home party，職業是小丑。
Nico（聲：藤森多哉）
公會@home party的成員之一，職業是魔法使。

## 電視動畫

### 主題曲
片頭曲
填詞：加藤慎一，作曲：山内總一郎，編曲：，主唱：中島愛
片尾曲
填詞、作曲：尾崎世界觀，主唱：相坂優歌

### 各話列表
| 話數   | 日文標題 | 中文標題         | 劇本     | 分鏡             | 演出                    | 作畫監督 | 總作畫監督 |
| ------ | -------- | ---------------- | -------- | ---------------- | ----------------------- | --- | ---------- |
| 第1話  |          | 現實女♀，網絡男♂ | 筆安一幸 | 柳沼和良         | 柳沼和良                | 長尾祐希子、末澤慧 今橋明日菜、荒川真嗣 荒木佑太、吉田大洋 竹内花純、西谷衆平 伍柏論、西村元秀 武田芽衣、吉野健太 | 山田史     |
| 第2話  |          | 我們什麼都不知道 | 筆安一幸 | 柳沼和良         | 松浦直紀                | 長尾祐希子 | 山田史     |
| 第3話  |          | 膽小的你和我     | 山田由香 | 松浦直紀         | 川﨑芳樹                | 前田義宏、金正男 瀧澤茉夕、濱田悠示                                                                               | 山田史     |
| 第4話  |          | 宛如戀愛中的少女 | 井上美緒 | 傳沙織           | 梅本唯                  | 栗原美樹、丸山修二                                                                                                | 山田史     |
| 第5話  |          | 秘密三角         | 井上美緒 | 荒川眞嗣         | ふくだのりゆき 櫻井真悟 | ふくだのりゆき | 山田史     |
| 第6話  |          | 要害羞死了       | 井上美緒 | ちな 荒川眞嗣    | 末澤慧                  | 末澤慧、中原久文                                                                                                  | 山田史     |
| 第7話  |          | 你 我 他 她      | 山田由香 | 新留俊哉         | 牧野友映                | 重松しんいち | 山田史     |
| 第8話  |          | 向前邁出一步     | 山田由香 | 田中雄一         | 橋口淳一郎              | 南伸一郎、今橋明日菜                                                                                              | 山田史     |
| 第9話  |          | 心比石堅         | 筆安一幸 | 松浦直紀         | 松浦直紀                | 田津奈々子、武田芽衣                                                                                              | 山田史     |
| 第10話 |          | 明月夜           | 筆安一幸 | 傳沙織、柳沼和良 | 內場一                  | 栗原美樹、二宮奈那子 今橋明日菜、森くるみ 小島絵美、金炅垠 山崎敦子、山田史                                       | 山門郁夫   |

### BD/DVD
| 卷數 | 發行日期       | 收錄話數      | 規格編號 |
| DVD  | DVD            | DVD           | DVD      |
| ---- | -------------- | ------------- | -------- |
| 1    | 2017年10月13日 | 第1話－第2話  | VTBF‐191 |
| 2    | 2017年10月27日 | 第3話－第4話  | VTBF‐192 |
| 3    | 2017年11月10日 | 第5話－第6話  | VTBF‐193 |
| 4    | 2017年11月24日 | 第7話－第8話  | VTBF‐194 |
| 5    | 2017年12月8日  | 第9話－第10話 | VTBF‐195 |
| BD   |                |               |          |
| BOX  | 2017年12月8日  | 全10話+OVA1話 | VTZF‐80  |

### 播放媒體
日本深夜動畫：下文記載的日本国内播放時間使用日本標準時間（UTC+9）表示。因為部分時間标识會採用30小时制，因此請留意这类超过24:00的时间，其實際播放時間為翌日清晨。
| 播放日期         | 播放時間                           | 播放電視台               | 播放地區 | 備註                  |
| ---------------- | ---------------------------------- | ------------------------ | -------- | --------------------- |
| 2017年10月09日 - | 星期一 01:40 - 02:10（星期一深夜） | 東京都會電視台(TOKYO MX) | 東京都   | 製作参加 / 有重播節目 |
|                  | 星期一 02:33 - 03:04（星期一深夜） | 讀賣電視台               | 近畿地方 | 『MANPA』第2部        |
| 2017年10月10日 - | 星期二 20:00 - 20:30（星期二晚上） | AT-X                     | 日本全國 | CS放送 / 有重播節目   |

| 網路播放日期         | 網路播放時間          | 播放網路平台   | 備註                                         | 2017年10月6日 -  |
| -------------------- | --------------------- | -------------- | -------------------------------------------- | ---------------- |
| 星期五 23:30 -       | 愛奇藝台灣站          | 正體字幕       |                                              |                  |
| 愛奇藝               | 簡體字幕、最新一話VIP |                | 星期五 00:00 -                               | GYAO!            |
| 動畫先行播放         | 2017年10月7日 -       | 星期六 13:00 - | myTV SUPER Ani-One點播區                     | 繁體字幕         |
| 2017年10月10日 -     | 星期二 23:00 -        | comico         | 第1話原播出時段、第2話以最新話限定無字幕播出 | 2017年10月11日 - |
| 星期三 00:00 - 00:30 | niconico動畫          | 播出無字幕     |                                              |                  |